# Gustav Kraft
Eduard Friedrich Gustav Kraft, född 18 augusti 1823 i Clausthal, död 9 januari 1898 i Hannover, var en tysk skogsman.
Kraft verkade i preussisk statstjänst och var vid sin död Oberforstmeister (överjägmästare) i provinsen Hannover. Han är bekant genom flera 1882-90 utgivna skrifter om gallring och ljushuggning i skogsbestånden. Han indelade trädindividerna i beståndet alltefter deras utveckling i fem stamklasser, de så kallade Kraftska stamklasserna, som kan betecknas med orden förhärskande, härskande, medhärskande, behärskade och undertryckta träd. De kraftska stamklasserna togs i större eller mindre grad till utgångspunkt för systematiska gallringsundersökningar vid skogsförsöksanstalterna i olika länder.